# 스티그 헨리크 호프

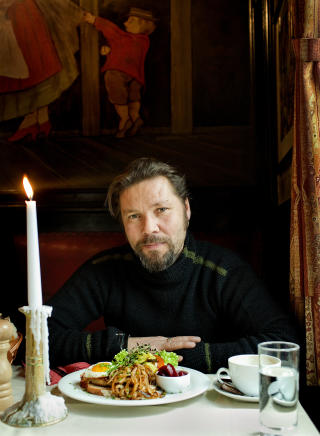

스티그 헨리크 호프(노르웨이어: Stig Henrik Hoff, 1965년 2월 4일 ~ )는 노르웨이의 배우, 텔레비전 배우이다.
바드쇠에서 태어났다.

## 영화
- 라스트 킹: 왕가의 혈투  (2016년)
- 글래스 돌스 (2014년)
- 사라짐의 순서: 지옥행 제설차 (2014년)
- 대공습 (2012년)
- 더 씽 (2011년) - 페더 역
- 트러블드 워터 (2008년)
- 막스 마누스 (2008년)
- 페더젠 동지 (2006년)
- 하와이, 오슬로 (2004년)
- 오즈온피스크 (1996년)